# لي سانغ هون
لي سانغ هون مواليد 11 أكتوبر 1975 في إنتشون، هو لاعب كرة قدم كوري جنوبي. يلعب كمدافع. مثّل منتخب كوريا الجنوبية لكرة القدم. سبق له أن لعب في كأس العالم لكرة القدم مع منتخب بلاده.

## المسيرة الاحترافية

### أندية لعب لها
- نادي سول
- إنتشون يونايتد

## روابط خارجية
- لي سانغ هون على موقع الاتحاد الدولي (مؤرشف)  (الإنجليزية)
- لي سانغ هون على موقع دوري كوريا الجنوبية (الإنجليزية)
- لي سانغ هون على موقع قاعدة بيانات كرة القدم.إي يو (الإنجليزية)
- لي سانغ هون على موقع ناشيونال فوتبول تيمز (الإنجليزية)
- لي سانغ هون على موقع Soccerway.com (الإنجليزية)
- لي سانغ هون على موقع أوليمبيديا (الإنجليزية)